# 向政府說不
《向政府說不》（英語：No）是一部2012年智利電影，由巴勃羅·拉臘因执导、蓋爾·賈西亞·貝納主演。获得第85届奥斯卡金像奖最佳外语片提名，为首部获得奥斯卡最佳外语片提名的智利作品。

## 劇情
智利經歷多年軍事強人皮諾切特的獨裁統治，在1988年舉辦公投，人民要用「Si」（是）或「No」（否）決定未來八年是否繼續受皮諾切特統治。面對壓逼的政權，還有麻木冷漠的人群，反對黨領袖請來年輕廣告人，動用一系列廣告和宣傳來傳達反抗信念，喊「No」要自由。這一回，他們的戰場就在人民眼皮底下，讓視覺尬政權，奔放彩虹圖案對上冷硬政治口號，用想像力解放鐵幕之下停止跳動的心。
《革命前夕的摩托車日記》蓋爾賈西亞貝納換跑道繼續革命，導演帕布羅拉瑞恩長久以來關注智利政局，巧借真實歷史為底本，重新包裝嚴肅國家議題，暴露政治與媒體複雜連動關係，游刃有餘猶然能讓笑聲與機智對談充滿銀幕空間。是絕妙媒體神話，也是對政治與電視的高超諷刺。

## 演員
- 蓋爾·賈西亞·貝納 as René Saavedra
- Alfredo Castro as Luis "Lucho" Guzmán
- Luis Gnecco as José Tomás Urrutia
- Antonia Zegers as Verónica Carvajal
- Marcial Tagle as Costa
- Néstor Cantillana as Fernando Arancibia
- Jaime Vadell as Sergio Fernández
- Sergio Hernández
- Alejandro Goic as Ricardo
- Diego Muñoz
- Paloma Moreno
- 李察·德雷福斯, Jane Fonda, Christopher Reeve, and Augusto Pinochet as themselves in archive footage

## 外部連結
- 互联网电影数据库（IMDb）上《向政府說不》的资料（英文）

## 评价
烂番茄上有93%的新鲜度。